# Шевченко (Подвысоцкая сельская община)
Шевченко (укр. Шевченка) — село в Подвысоцкой сельской общине Голованевского района Кировоградской области Украины.
До 2020 года входило в Новоархангельский район
Население по переписи 2001 года составляло 68 человек. Почтовый индекс — 26123. Телефонный код — 5255. Код КОАТУУ — 3523682207.